# Takahashi Shinichiro
Shinichiro Takahashi (sinh ngày 27 tháng 10 năm 1957) là một cầu thủ bóng đá người Nhật Bản.

## Sự nghiệp câu lạc bộ
Shinichiro Takahashi đã từng chơi cho Sanfrecce Hiroshima.

## Thống kê câu lạc bộ

### J.League
| Đội                 | Năm       | J.League | J.League | J.League Cup | J.League Cup | Tổng cộng | Tổng cộng |
| Đội                 | Năm       | Trận     | Bàn      | Trận         | Bàn          | Trận      | Bàn       |
| ------------------- | --------- | -------- | -------- | ------------ | ------------ | --------- | --------- |
| Sanfrecce Hiroshima | 1992      | -        | -        | 3            | 0            | 3         | 0         |
| Sanfrecce Hiroshima | 1993      | 3        | 0        | 3            | 0            | 6         | 0         |
| Tổng cộng           | Tổng cộng | 3        | 0        | 6            | 0            | 9         | 0         |